# Оксфорд (Небраска)
Оксфорд (енгл. Oxford) град је у америчкој савезној држави Небраска.

## Демографија
По попису из 2010. године број становника је 779, што је 97 (-11,1%) становника мање него 2000. године.
| Група             | 2000.       | 2010.       |
| Белци             | 859 (98,1%) | 739 (94,9%) |
| Афроамериканци    | 1 (0,1%)    | 1 (0,1%)    |
| Азијати           | 0 (0,0%)    | 3 (0,4%)    |
| Хиспаноамериканци | 3 (0,3%)    | 25 (3,2%)   |
| Укупно            | 876         | 779         |